# Dammer Berge

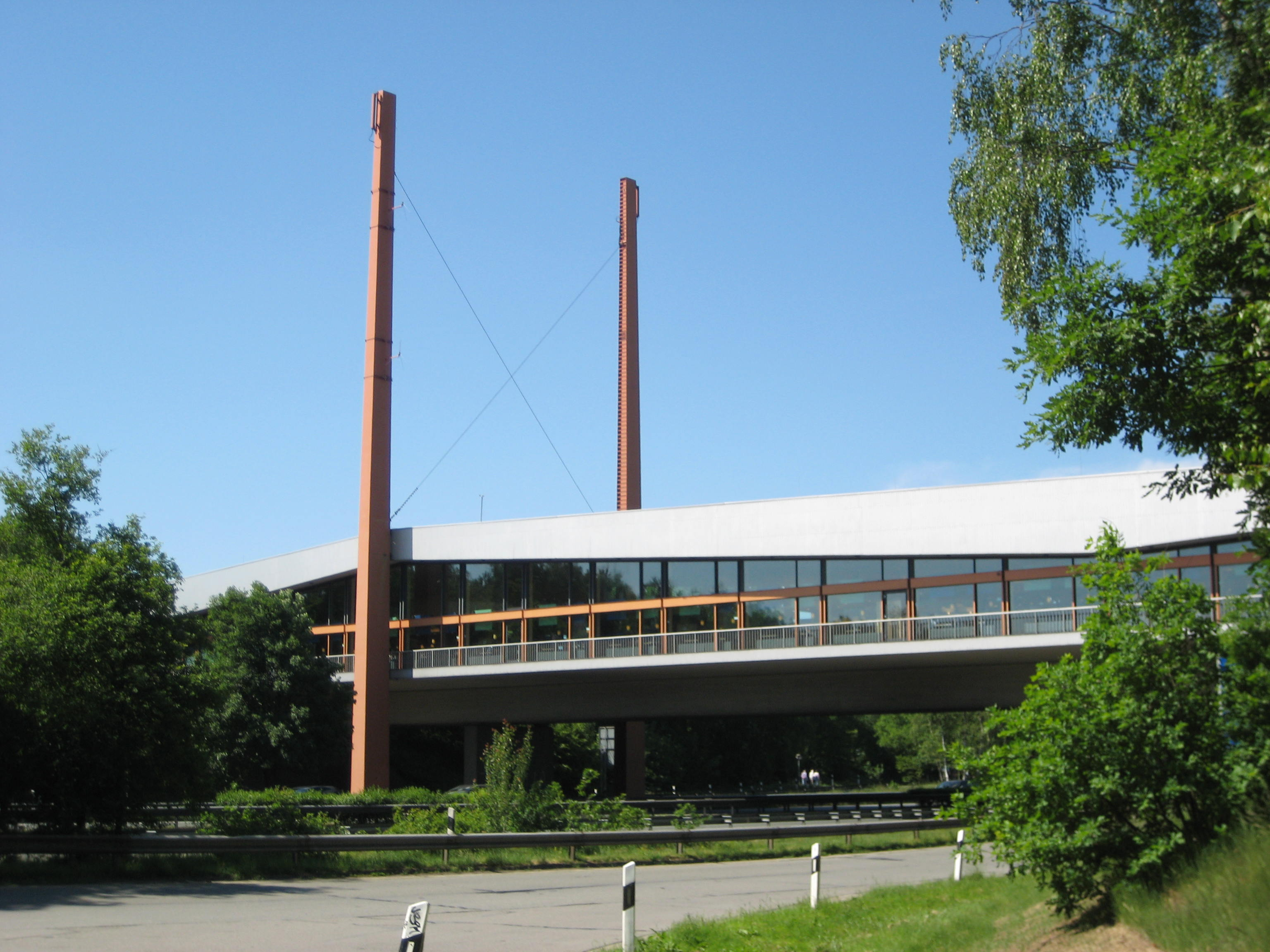
Brorestaurangen Dammer Berge

Dammer Berge är en höjd i Landkreis Vechta i förbundslandet Niedersachsen, Tyskland. Den är som högst 146 meter över havet, det finns en annan kulle på höjden som är 142 meter högt.
Genom höjden sträcker sig A1, och vid vägen finns det en rastplats. Det speciella med den rastplatsen är att den har en bro över vägen som innehåller en restaurang. Med svenska mått kan man jämföra med rastplatsen Nyköpingsbro efter E4an.